# V načale veka
V načale veka (В начале века) è un film del 1961 diretto da Anatolij Michajlovič Rybakov.